# گری مپانزور
گری مپانزور (متولد ۱۸ ژوئن ۱۹۹۸) یک خواننده اهل کشور زیمباوه می باشد. سبک خوانندگی گری، Afropop است.

## زندگی شخصی
گری در شهر هراره بدنیا آمد. وی در یک کلیسا بزرگ شد و در همان جا استعداد خود را در زمینه ی خوانندگی کشف کرد.

## تحصیل
گری تحصیلات خود را در مدرسه کایل آغاز کرد و هر دو مقطع دبستان و دبیرستان را در آن جا سپری کرد.